# DON'T MIND涙
「DON'T MIND涙」（ドンマイなみだ）は、光GENJI（光GENJI SUPER 5）の28作目のシングル。光GENJI SUPER 5では2作目のシングル。1994年10月21日（金曜日）にポニーキャニオンから発売された。

## 解説
「ミュージックステーション」にて佐藤敦啓がソロで披露したが、メンバー全員揃った状態で披露されたことはない唯一のシングル曲。
本作はタイアップである「忍たま乱太郎」主題歌集に収録された事があるが、光GENJIのアルバムに一切収録されていない。
アニメーションは赤を基調とした背景をバッグに乱太郎が歩いていると、途中からきり丸、しんべヱ、くノ一三人組もついてきて最後は土井半助、山田伝蔵、学園長、ヘムヘムも並んで締めくくられるという映像。このアニメーションは、第6期(1998年度)ED「MEMORY＆MELODY」まで、月曜日の放送で使いまわされた。歌詞テロップは表示されない。また、イラスト紹介の際は最初にヘムヘムが「イ」「ラ」「ス」「ト」「紹」「介」と書かれた紙を並べるが、文字順が「トライス介紹」となっているのに気づき慌てて並べ直すアニメーションが流れた後、EDのクレジットが数秒間表示され、イラストを数枚紹介していくという流れだった。上記のED映像と同様に歌詞テロップは表示されない。このフォーマットは1999年度のED「愛がいちばん」まで踏襲された。

## タイアップ
NHK教育アニメ『忍たま乱太郎2』のエンディングテーマ。

## 収録曲
全曲作詞：松井五郎／作曲・編曲：馬飼野康二
1. DON'T MIND涙 [4:18]
コーラス編曲：曳田修
2. SHAKING NIGHT [4:04]
コーラス編曲：鈴木弘明
3. DON'T MIND涙（MINUS LEAD VOCAL KARAOKE）[4:18]
4. SHAKING NIGHT（MINUS LEAD VOCAL KARAOKE）[4:03]